# Comté de Créhange
Pour les articles homonymes, voir Créhange (homonymie).
XIIe siècle – 1801
Entités suivantes :
- Moselle (département)

Le comté de Créhange est une seigneurie du Saint-Empire romain germanique qui a été créée au XIIe siècle, à Créhange, en Moselle ; il connut diverses évolutions politiques et territoriales jusqu’à son annexion à la France, à la fin du XVIIIe siècle, lors de la Révolution française.

## Origines
Les Malberg, barons de Fénétrange, détachèrent de leurs possessions une seigneurie de Créhange (Kriechingen en allemand) au XIIe siècle pour la confier à une famille qui leur était apparentée. Dans la zone germanophone de la Lorraine, la seigneurie formait une enclave ressortissant à l’Empire germanique.
Cette première famille de Créhange y fit construire un château à triple enceinte, dont des vestiges sont toujours visibles au XXIe siècle.
Augmentée de nombreux héritages par les femmes, la seigneurie de Créhange comprit des territoires éparpillés sur la Lorraine contemporaine, le Luxembourg, la Sarre, relevant alors du Saint-Empire. Quoique sans continuité territoriale, elle fut érigée d'abord en baronnie, puis en comté en 1239.
Hermann (mort en 1259), frère de Burcard seigneur de Créhange, fonda à son tour la seigneurie de Helfedange (un château d'Helfedange, principalement du XVIIe siècle, se voit toujours près de Guinglange sur la rive droite de la Nied allemande).

## Ascension
La famille de Dorsweiler (en français Torcheville) hérita des possessions et des titres des comtes de Créhange à la fin du XIIIe siècle, en prit le nom à son tour et continua à les augmenter, s'étant rapprochée de la Maison de Luxembourg et notamment de l'empereur Charles IV.
Au XIVe siècle, Jean, comte de Créhange, épousa Irmengarde de Pettingen/Pettange (ou Pittange), héritière d'une part de cette seigneurie et de son château ainsi que du château de Larochette au Luxembourg. Il se fit construire à Pittange un logis qui porte toujours son nom. Il semble que ces possessions annexes furent intégrées au comté de Créhange.

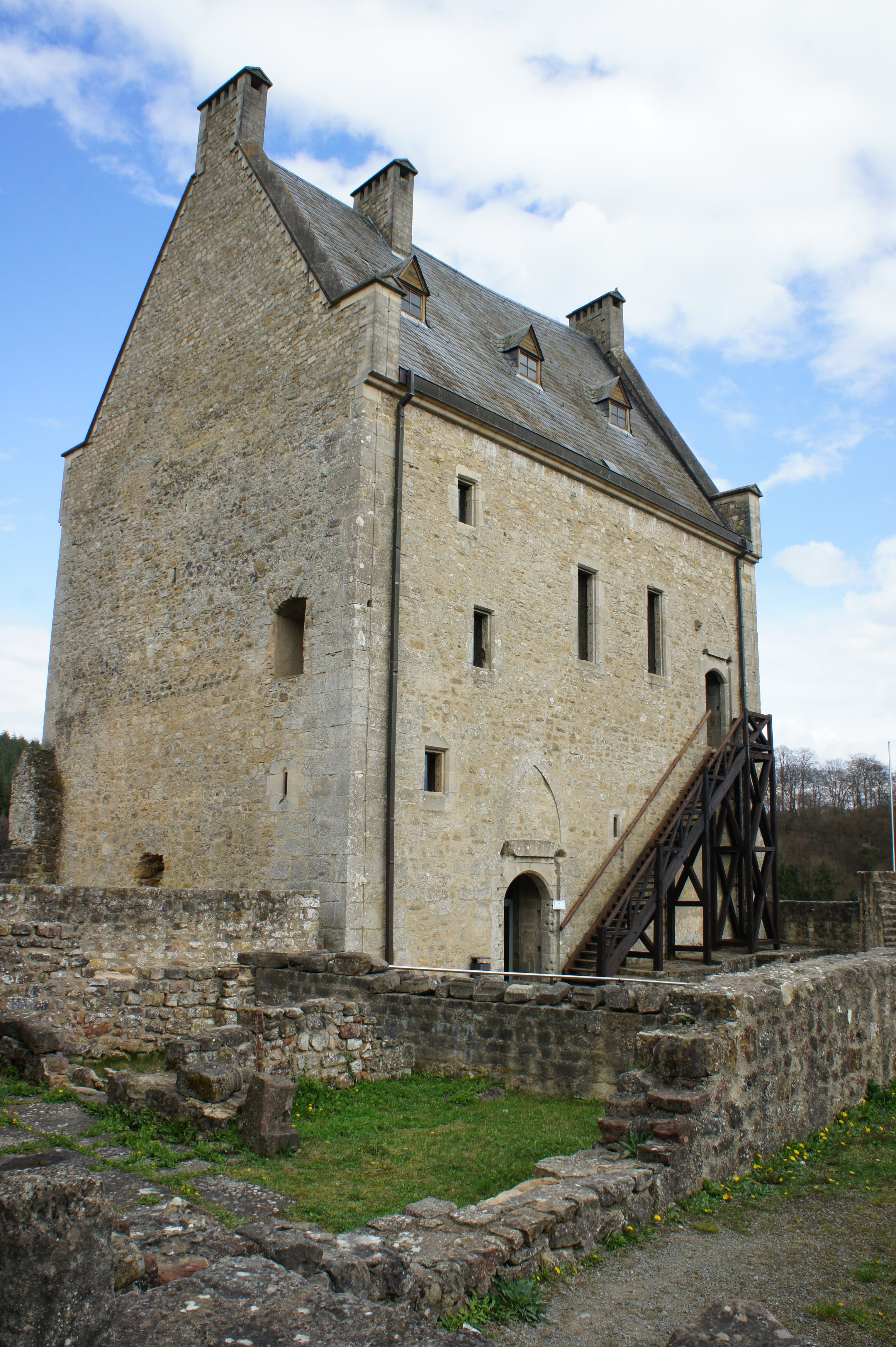
Maison des Créhange-Château de Larochette

Au XVIe siècle, la Réforme protestante partage la maison de Créhange en deux branches. Comme beaucoup de princes germaniques possessionnés en Lorraine ducale et en Alsace, les comtes de Créhange optèrent pour le protestantisme, qu'ils introduisirent dans leur seigneurie. Héritiers des Raville, ils commencèrent la construction du château de Hombourg-Budange (anciennement Hombourg-sur-Canner). Les Créhange de Château-Bréhain restent catholique et acquièrent par héritage une partie de cette seigneurie dont ils partagent les droits féodaux avec la maison de Puttelange et la maison de Bayer.

## Dans les guerres européennes
En 1617, l'empereur Matthias Ier de Habsbourg élève la baronnie de Créhange au rang de comté immédiat du Saint-Empire romain germanique du Cercle du Haut-Rhin.
Le comté subit les misères liées à la guerre de Trente Ans et à l'occupation militaire des duchés de Bar et de Lorraine par la France. En 1677, le maréchal de Créquy avait laissé en se retirant vers Metz, un détachement de 60 hommes dans le château de Créhange, où ils furent attaqués et faits prisonniers par Charles IV de Lorraine. 
En 1680, le parlement de Metz ordonna la réunion du comté à la France, mais l'arrêt de cette cour fut annulé par le traité de Riswick.
Le comté appartint à partir de 1697 à une branche cadette de la famille Cirksena du comté de Frise orientale, puis après 1726 à la maison de Wied-Runkel, laquelle donna plus tard une reine à la Roumanie et un roi à l’Albanie.
En 1789, il se composait de quatre enclaves :
- Créhange, à l'ouest de Faulquemont ;
- Pontpierre, Folschviller, une partie de Lelling et Teting, à l'est de Faulquemont ;
- Momerstroff, une partie de Denting, Coume et Niedervisse, à l'est de Boulay ;
- Biding, au sud-est de Saint-Avold.

Il fut annexé en plusieurs parties par la France révolutionnaire, et le chef-lieu du comté ainsi que le village de Pontpierre par le décret du 14 février 1793 de la Convention, et les princes possessionnés en furent dédommagés par des terres de l’archevêché de Trêves en 1803.
Le traité de Lunéville en 1801 confirma le rattachement de Créhange à la France, et les terres furent revendues aux habitants de la commune. Le comté comprenait alors les villages de Rémilly, Voimhaut, Raville (Rollingen), Pontpierre, Helfedange, Laning, Teting, Folschviller (partiellement) et Münzingen.

## Liste des seigneurs, barons et comtes de Créhange
- Maison de Créhange
  - Jean-Louis de Créhange
  - Maximilien-Ernest de Créhange
  - Anne-Dorothée, petite-fille de Georges II, sœur de Jean-Louis et veuve d'Edzard-Ferdinand de Frise orientale
- Maison de Frise orientale
  - Louise-Charlotte, fille de la précédente, épouse d'Ulrich de Wied-Runkel
- Maison de Wied-Runkel
  - Jean-Louis-Adolphe de Wied-Runkel
  - Pierre-Ernest dit Jean-Louis, Christian et Louis-Christian, fils du précédent
  - Charles-Louis-Frédéric-Alexandre de Wied-Runkel (1763–1824)[7]